# Kosz
A görögországi Kosz (görögül: Κως, ógörög ejtéssel Kósz) szigete az Égei-tengerben található, a Dél-Égei-szigetek, ezen belül a Dodekanészosz tagja.

## Története
Az ókorban a Lindoszból, Knidoszból és Halikarnasszoszból  álló délkeleti unióhoz tartozott. Az i. e. 6. század végén a perzsák elfoglalták; az i. e. 5. században Athén szövetségese volt, és itt született Hippokratész.
A peloponnészoszi háborúban lerombolták, és i. e. 366-ban építették újjá. A hellenisztikus korban itt nevelkedett Philétasz, a pásztori költészet szülőatyja. Theokritosz egyik legismertebb költeménye ezen a vidéken játszódik.
Műemlékei és szentélyei még ma is láthatók. Aszklépiosz híres szentélye – ahonnan a görög orvostudomány kiindult – Kosz városa közelében van. Valamikor Apollón szentélye volt; valamivel Hippokratész halála után, az i. e. 4. század közepén fogtak hozzá az Aszklépiosz-templom és a környező létesítmények építéséhez, amelyek számos i. e. 3. századi jellegzetességet is mutatnak.

## Nevezetességei
A szigeten állnak a világ alighanem legidősebb, mintegy kétezer éves keleti platánjai (Platanus orientalis). A legöregebb fa roskadozó ágait ötven márványoszlop tartja.

## Képek

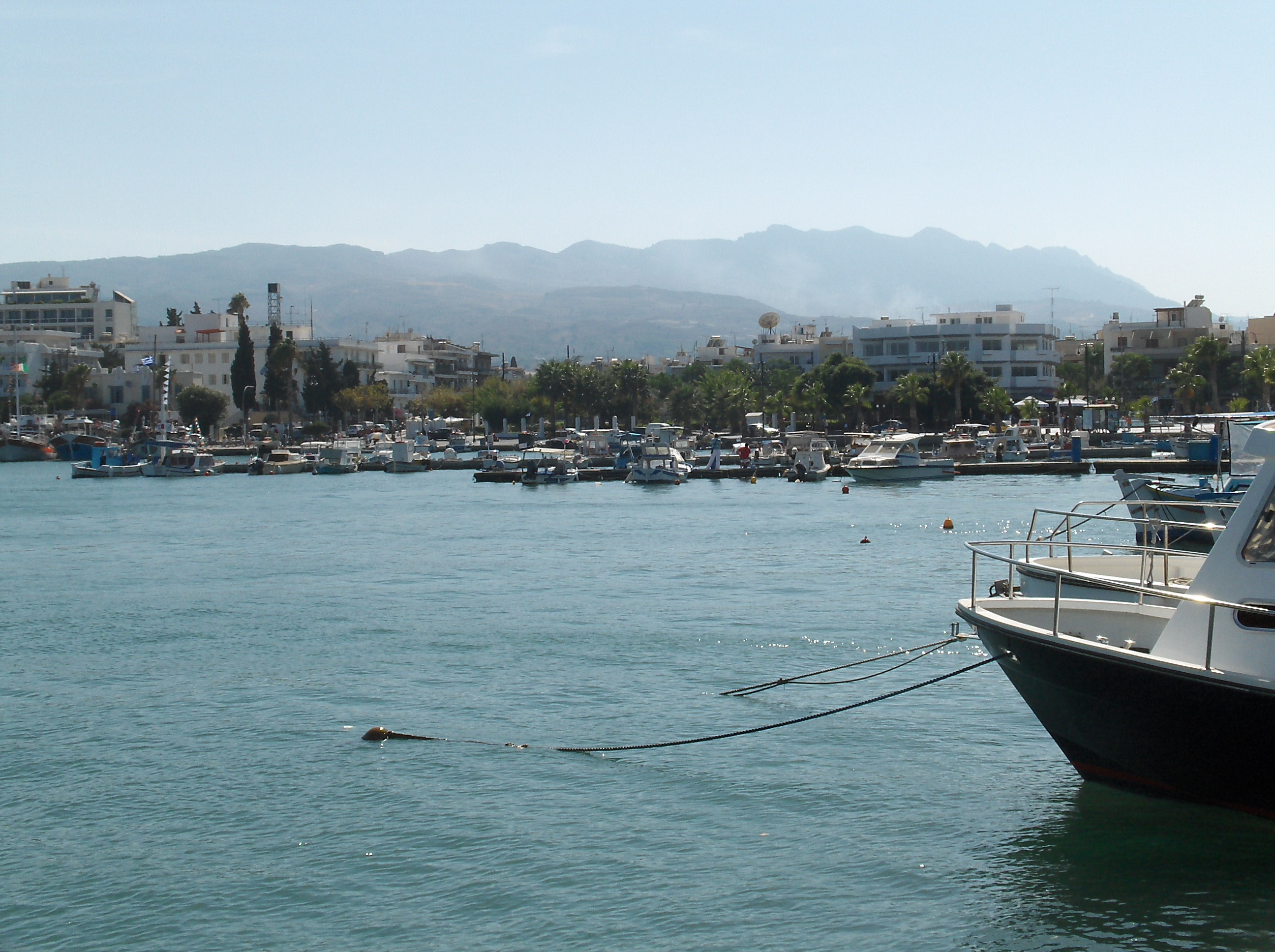
Kosz kikötője
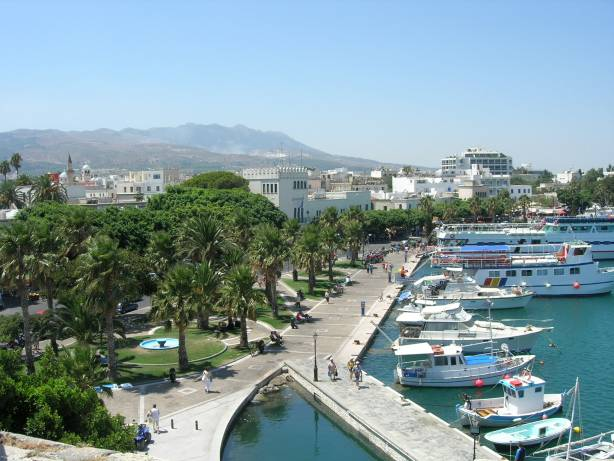
Kikötő
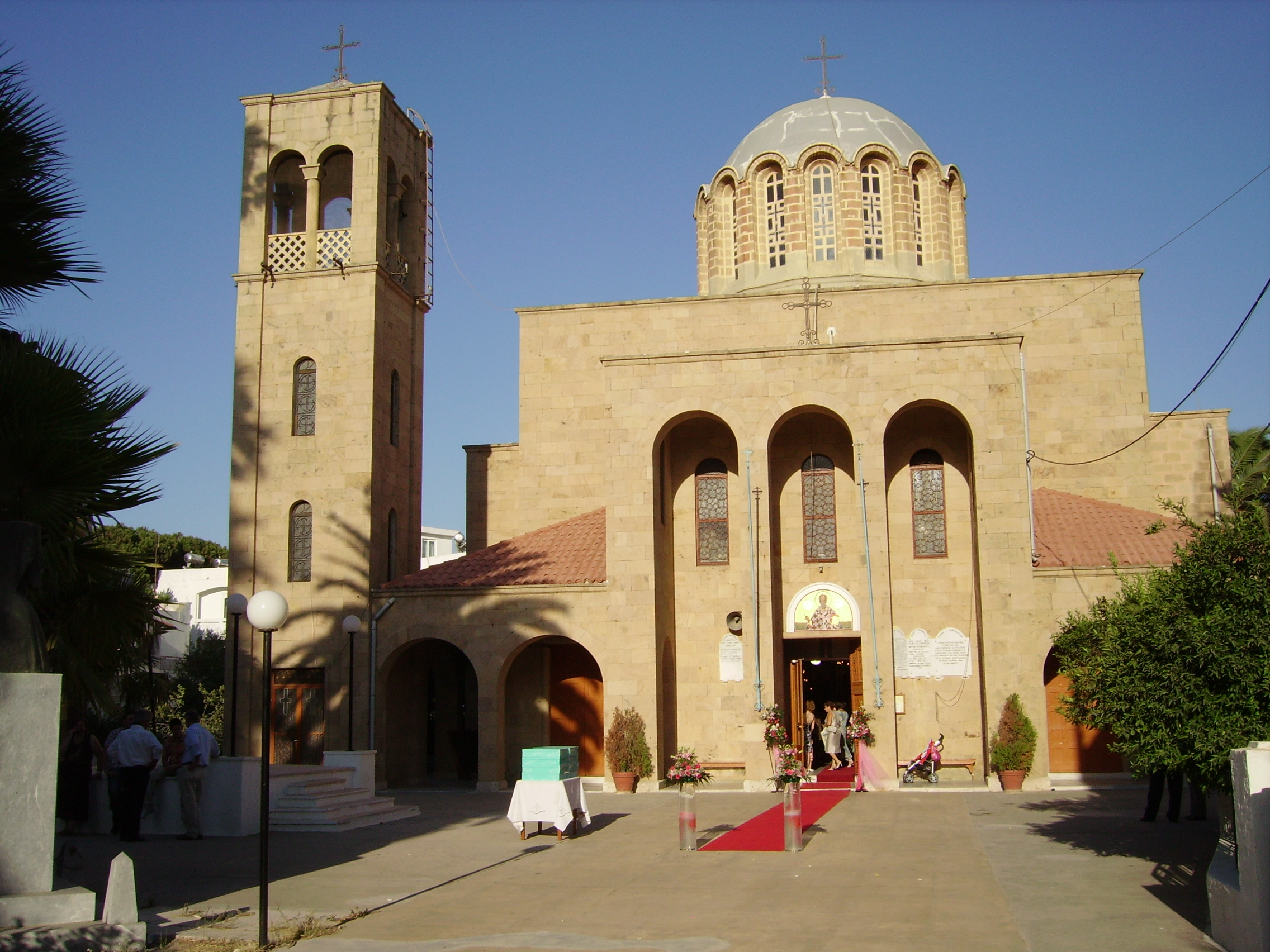
Katedrális
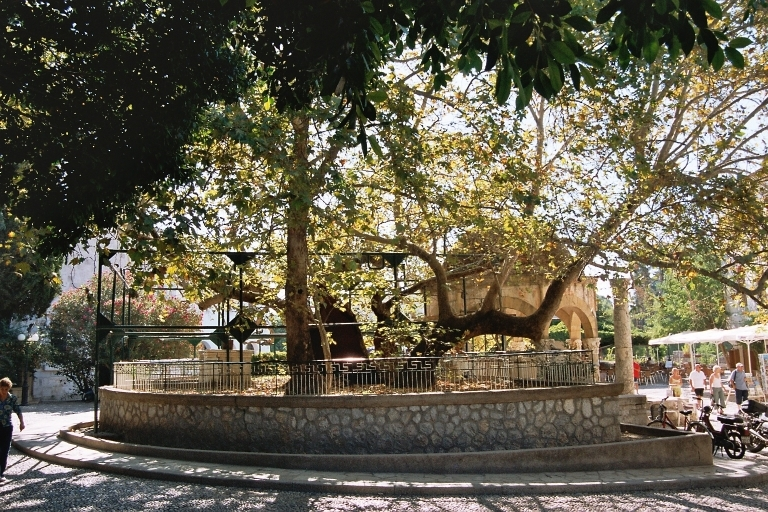
Hippokratész platánja
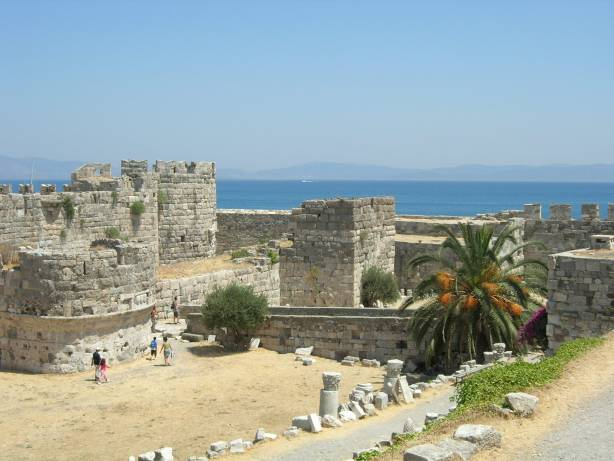
A máltai lovagok vára
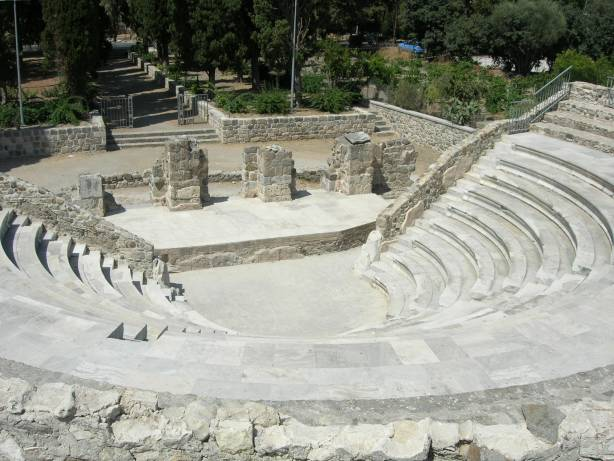
Színház
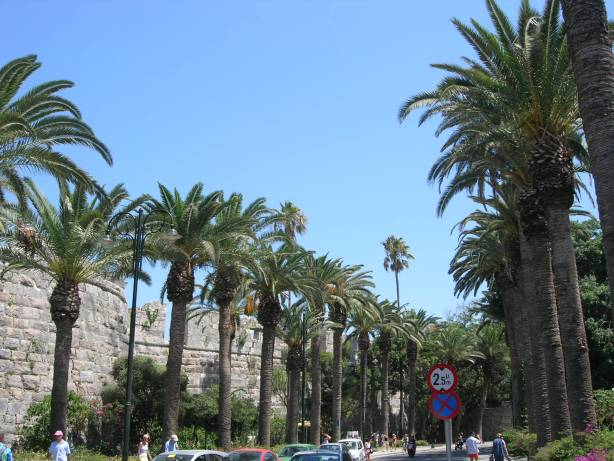
Pálmafák